# Rémálom az Elm utcában (film, 2010)
A Rémálom az Elm utcában (eredeti cím: A Nightmare on Elm Street) 2010-ben bemutatott amerikai horrorfilm, az 1984-es Rémálom az Elm utcában című film remake-je. A film rendezője Samuel Bayer, producere Michael Bay, a főszerepben Jackie Earle Haley, Rooney Mara, Kyle Gallner és Katie Cassidy látható.
Az Amerikai Egyesült Államokban 2010. április 30-án, Magyarországon pedig június 3-án mutatták be.
Freddy Krueger csíkos pulóvere, négykarmú kesztyűje, dermesztő mosolya a műfaj első számú klasszikusává tette az Elm utcát. Freddy most a modern kor filmes technikájának köszönhetően még ijesztőbben tér vissza egy békés kertváros tinédzsereinek életébe. Amíg ébren maradnak, nem eshet bántódásuk, de aki elalszik, nem menekülhet. Freddy Krueger visszatér, az 1984-es eredeti Rémálom az Elm utcában után Wes Craven klasszikussá vált karaktere és felturbózott látványelemekkel riogat. Sok hasonló jelenet található meg az 1984-es és a 2010-es rész között.

## Történet
|  | Alább a cselekmény részletei következnek! |

Kris Fowles (Katie Cassidy) a Springwood-i étterembe megy, hogy találkozzon az egyik barátjával, Dean Russell-el (Kellan Lutz), aki elaludt az asztalnál és találkozik az álmában egy égési sérülésekkel teli férfival, rajta egy piros-zöld csíkos pulóverrel, kalappal a fején, valamint négykarmú kesztyűvel a kezén. A megégett férfi elvágja Dean torkát az álmában, de a valóságban úgy tűnik, mint hogy ha a saját torkát vágná el, azt a látszatot keltve, hogy öngyilkos lett a pincérnőbarátja, Nancy Holbrook (Rooney Mara) és Kris szeme láttára. Dean temetésén, Kris lát magáról és Dean-ről egy fényképet, ahol még kisgyerekek, de ő nem emlékszik rá, hogy a középiskolában ismerte volna őt. Kris elkezd álmodni a megégett férfival, majd ezentúl nem hajlandó elaludni, mert attól tart, hogy ő is meg fog halni az álmaiban. Jesse Braun (Thomas Dekker), Kris exbarátja megjelenik a házánál és megkéri őt, hogy vigyázzon rá, amíg alszik, de Kris továbbra is a megégett férfival álmodik, majd meggyilkolja. A valóvilágban vér borítja el az ágyat – Jesse sietve elfut Nancy házához és megpróbálja elmagyarázni neki a történteket. Megtudja, hogy Nancy is ugyanazzal az emberrel álmodik: Freddy Krueger (Jackie Earle Haley).
Jesse-t letartoztatja a rendőrség, Kris meggyilkolásának gyanúja miatt, viszont Krueger vele is végez, amikor elalszik a cellájában. Egyidőben Nancy barátnői is elkezdenek meghalni, ezért felteszi azt a kérdést, azzal a tekintettel, hogy mindannyian milyen kapcsolatban álltak egymással még kamaszkorukban. Végül, Nancy és a barátja, Quentin Smith (Kyle Gallner) rájönnek, hogy mindannyian egy óvodába jártak. Nancy édesanyja, Gwen (Connie Britton), vonakodva elmondja a lányának és Quentin-nak, hogy az óvodában volt egy Fred Krueger nevezetű kertész, aki rosszul bánt Nancy-vel és a többi gyerekkel. Gwen kifejti, hogy Nancy volt az ő kis kedvence, ám egy nap amikor jött hazafelé az óvodából, elmondta az anyjának Krueger szobájának rejtekhelyét, ahol különböző dolgokat tett vele. Gwen elmondja, hogy Kureger elhagyta a várost, mielőtt még letartoztatták volna. Nancy nem hisz neki, majd megpróbálja kinyomozni az életben maradt gyerekeket az iskolából. Nancy végül felfedezi, hogy az összes többi gyereket megölték, többségüket álmukban. Közben, Quentin megpróbálja elfogadni, hogy a rémálmaik nem más, mint elfojtott emlékek, de ő közben elalszik és az úszás gyakorlata alatt eszmél, ám itt tanúja lesz annak, hogy valójában mi történt Kruegerrel. Quentin látja mindannyiuk szüleit, ahogyan körbekerítik Kruegert, majd felégetik őt egy házban. Quentin és Nancy szembeszállnak Quentin apjával, Alan Smith-el (Clancy Brown), Krueger meggyilkolása miatt, csak nincs semmilyen bizonyíték, hogy ő bármilyen bűncselekményt elkövetett volna. Így, Nancy és Quentin úgy vélik, hogy Krueger bosszút akar állni rajtuk, a sok gyerekkori hazugság miatt. A rengeteg álmatlanság eredményének köszönhetően, Nancy és Quentin szétszórtan kezdenek álmodni, miközben ébren vannak. Igyekeznek megállítani Kruegert, ezért úgy döntenek, hogy elmennek az óvodához és "megtanulják azt, amit nem tudtak".
Útközben, Nancy elalszik és megtámadja Krueger, de amikor Quentin felébreszti, arra lesznek figyelmesek, hogy Krueger álomvilágából a valóságba egy darabot letépett a pulóveréből. Quentin a kórházban észreveszi, hogy Nancy karján vágások vannak; Ott ellop néhány adrenalint és befecskendezi maguknak, amely segít ébren tudnak maradni. Nancy és Quentin végül az óvoda küszöbéhez érnek. Quentin felfedezi Krueger rejtett szobáját, ahol talál bizonyítékot arra, hogy Krueger valóban visszaél az összes gyerekkel szemben; Rájönnek, hogy Krueger tényleg bosszút akar állni, mivel nem történt semmiféle hazugság. Nancy elmondja, hogy az egyetlen módja az egész végetvetésének az, hogy ha Krugert az álomvilágból kihúzzák a valóvilágba, és ott ölik meg. Quentin megpróbál ébren maradni hosszú ideig, hogy Nancyt időben fel tudhassa ébreszteni az álmából. A lány hamar el is alszik és rögtön megtámadja Krueger. Az álomban Krueger Nancy után megy és elmagyarázza neki, hogy szándékosan hagyta őt utolsónak – Amiért ébren tudott maradni hosszú ideig biztonságban volt, de most hogy végre elaludt, nem lesz már esélye felébredni. Míg Nancy küzd Kruegerrel, Quentin használja az adrenalint, hogy felébredjen Nancy, aki kihúzza Kruegert a valóvilágba. Quentin elvonja Krueger figyelmét, míg Nancy egy törött papírvágókés segítségével, levágja a kesztyűs kezét, majd avval pedig elvágja a torkát. Utána, Nancy felgyújtja a titkos szobát, Krueger holttestével együtt, míg a fiúval távoznak a helyszínről.
Nancy és az anyja hazamennek a kórházból; Krueger hirtelen megjelenik a tükör reflexiójában és megöli Nancy anyját, majd a testét behúzza a tükör belsejébe, miközben Nancy sikoltozik.
|  | Itt a vége a cselekmény részletezésének! |

## Háttér-információk
A Rémálom az Elm utcában eredetileg ugyanazt a tervet követte volna, mint a Platunum Dunes másik remake-je, a Péntek 13., ahol az írók fogták azt, amit a korábbi filmekből a legjobb részeknek tartottak és írtak velük egy önálló történetet. Végül hagyták ezt az ötletet és inkább Craven eredeti története mellett döntöttek, csak még ijesztőbbé akarták tenni. Hogy ezt a hatást elérjék, úgy döntöttek, elveszik Freddytől a rá jellemző vicces beszólásait, amitől az idők folyamán kevésbé ijesztő és inkább komikus figura lett, és visszaviszik a sötét gyökereihez: Freddy a remake-ben igazi pedofil, ahogy Craven eredetileg megálmodta, de később inkább egyszerű gyerekgyilkost csinált belőle. Az alkotók továbbá úgy döntöttek, hogy Freddy kinézetét közelebb hozzák egy igazi égési sérüléseket szenvedett személy kinézetéhez, melynek kivitelezéséhez részben CGI-t alkalmaztak. A filmet nagy részben Illinois államában forgatták.
Robert Englund, aki ez előző nyolc filmben Freddyt alakította, kifejezetten támogatta, hogy az alkotók Jackie Early Haley-t választották az új Freddy szerepére.
A Rémálom az Elm utcábant 2010. április 30-án adták ki az Amerikai Egyesült Államokban, majd 2010. május 8-án látott napvilágot külföldi területeken is. A filmet elsődlegesen negatív kritikákkal illették a kritikusok. Ettől függetlenül a film több mint 63 millió dollárt hozott be az USA-ban és több mint 115 millió dollárt világszerte. A Metacritic oldalán a film értékelése 35% a 100-ból, ami 25 véleményen alapul. A Rotten Tomatoeson a Rémálom az Elm utcában 15%-os minősítést kapott, 170 értékelés alapján.

## Szereplők

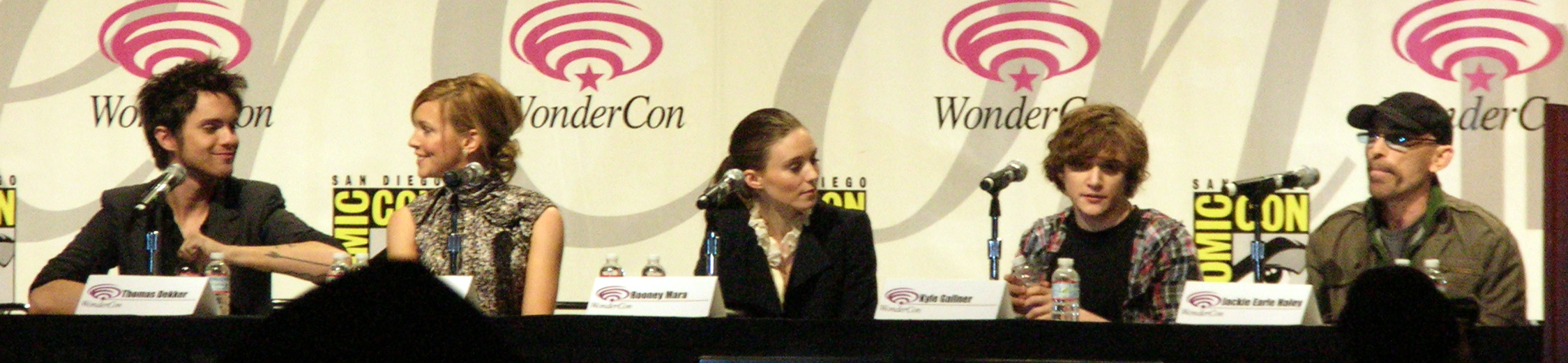
A szereplőgárda a 2010-es WonderConon. Balról jobbra haladva: Thomas Dekker, Katie Cassidy, Rooney Mara, Kyle Gallner és Jackie Earle Haley

| Színész            | Szereplő          | Magyar hang     |
| ------------------ | ----------------- | --------------- |
| Jackie Earle Haley | Freddy Krueger    | Epres Attila    |
| Rooney Mara        | Nancy Holbrook    | Bánfalvi Eszter |
| Katie Cassidy      | Kris Fowles       | Pálmai Anna     |
| Kyle Gallner       | Quentin Smith     | Polgár Péter    |
| Thomas Dekker      | Jesse Braun       | Hamvas Dániel   |
| Kellan Lutz        | Dean Russell      | Szabó Máté      |
| Clancy Brown       | Alan Smith        | Barbinek Péter  |
| Lia D. Mortensen   | Nora Fowles       | Szórádi Erika   |
| Connie Britton     | Dr. Gwen Holbrook | Román Judit     |

## Díjak, jelölések
| Év   | Díj                | Kategória                             | Jelölt             | Eredmény |
| ---- | ------------------ | ------------------------------------- | ------------------ | -------- |
| 2011 | Empire Award       | Legjobb horror                        |                    | Jelölve  |
| 2010 | Teen Choice Awards | Choice Movie Actor: Horror/Thriller   | Jackie Earle Haley | Jelölve  |
| 2010 | Teen Choice Awards | Choice Movie Actress: Horror/Thriller | Katie Cassidy      | Jelölve  |
| 2010 | Teen Choice Awards | Choice Movie: Horror/Thriller         |                    | Jelölve  |